# Västanfors socken
Västanfors socken i Västmanland, med en mindre del i Dalarna, ingick i Gamla Norbergs bergslag, ombildades 1944 till Fagersta stad och området ingår sedan 1971 i Fagersta kommun och motsvarar från 2016 Västanfors distrikt.
Socknens areal var 168,01 kvadratkilometer, varav 153,00 land. (Fagersta stad)  År 2000 fanns här 12 171 invånare. Tätorten Fagersta med kyrkbyn Västanfors och sockenkyrkan Västanfors kyrka ligger i socknen. 

## Administrativ historik
Västanfors socken bildades senast 1661 genom en utbrytning ur Norbergs socken. 1941 överfördes Ulvsbo från Söderbärke socken i Dalarna till Västanfors socken och Västmanlands län.
Vid kommunreformen 1862 övergick socknens ansvar för de kyrkliga frågorna till Västanfors församling och för de borgerliga frågorna till Västanfors landskommun. Landskommunens ombildades 1944 till Fagersta stad som 1971 ombildades till Fagersta kommun. Församlingen uppgick 2006 i Västanfors-Västervåla församling.
1 januari 2016 inrättades distriktet Västanfors, med samma omfattning som församlingen hade 1999/2000.
Socknen har tillhört fögderier, tingslag och domsagor enligt vad som beskrivs i artikeln Gamla Norbergs bergslag.  De indelta soldaterna tillhörde Västmanlands regemente, Bergslags (Bergs) kompani.

## Geografi
Västanfors socken ligger kring Kolbäcksån vid sjöarna Aspen och Åmänningen. Socknen är utanför sjöområdena en skogsbygd.

## Fornlämningar
Lösfynd från stenåldern är kända.

## Namnet
Namnet avsåg ursprungligen en hytta (1486 Westhan fors) syftar på hyttan läge väster om en fors i Kolbäcksån.

## Befolkningsutveckling
| Befolkningsutvecklingen i Västanfors socken 1750–1990                                                    | Befolkningsutvecklingen i Västanfors socken 1750–1990 | Befolkningsutvecklingen i Västanfors socken 1750–1990 | Befolkningsutvecklingen i Västanfors socken 1750–1990 | Befolkningsutvecklingen i Västanfors socken 1750–1990 |
| --- | ----------------------------------------------------- | ----------------------------------------------------- | ----------------------------------------------------- | ----------------------------------------------------- |
| |                                                       |                                                       |                                                       |                                                       |
| År |                                                       |                                                       | Folkmängd                                             |                                                       |
| 1750 | 1750                                                  |                                                       | 1 273                                                 |                                                       |
| 1760 | 1760                                                  |                                                       | 1 397                                                 |                                                       |
| 1769 | 1769                                                  |                                                       | 1 415                                                 |                                                       |
| 1780 | 1780                                                  |                                                       | 1 473                                                 |                                                       |
| 1790 | 1790                                                  |                                                       | 1 625                                                 |                                                       |
| 1800 | 1800                                                  |                                                       | 1 674                                                 |                                                       |
| 1810 | 1810                                                  |                                                       | 1 581                                                 |                                                       |
| 1820 | 1820                                                  |                                                       | 1 616                                                 |                                                       |
| 1830 | 1830                                                  |                                                       | 1 793                                                 |                                                       |
| 1840 | 1840                                                  |                                                       | 1 858                                                 |                                                       |
| 1850 | 1850                                                  |                                                       | 2 154                                                 |                                                       |
| 1860 | 1860                                                  |                                                       | 2 284                                                 |                                                       |
| 1870 | 1870                                                  |                                                       | 2 511                                                 |                                                       |
| 1880 | 1880                                                  |                                                       | 3 397                                                 |                                                       |
| 1890 | 1890                                                  |                                                       | 3 972                                                 |                                                       |
| 1900 | 1900                                                  |                                                       | 5 001                                                 |                                                       |
| 1910 | 1910                                                  |                                                       | 6 109                                                 |                                                       |
| 1920 | 1920                                                  |                                                       | 7 431                                                 |                                                       |
| 1930 | 1930                                                  |                                                       | 7 124                                                 |                                                       |
| 1940 | 1940                                                  |                                                       | 9 000                                                 |                                                       |
| 1950 | 1950                                                  |                                                       | 13 079                                                |                                                       |
| 1960 | 1960                                                  |                                                       | 15 514                                                |                                                       |
| 1970 | 1970                                                  |                                                       | 16 433                                                |                                                       |
| 1980 | 1980                                                  |                                                       | 14 684                                                |                                                       |
| 1990 | 1990                                                  |                                                       | 13 321                                                |                                                       |
| Anm: Källor: Umeå universitet - Tabellverket 1749-1859, Demografiska databasen, CEDAR, Umeå universitet. |                                                       |                                                       |                                                       |                                                       |